# Francesco Cilocco
Francesco Cillocco o Cilocco (Cagliari, 20 dicembre 1769 – Sassari, 30 agosto 1802) è stato un rivoluzionario, notaio del Regno di Sardegna, poi ribelle ai Savoia, considerato un patriota sardo dall'autonomismo ed indipendentismo isolano.

## Biografia
Proveniente da una famiglia agiata ebbe un'istruzione che gli consentì di occuparsi di questioni giudiziarie. Nel 1794 fu uno dei capi della rivolta contro casa Savoia. Il malcontento accumulato fino a quel momento esplose con un moto di ribellione fra notabili e popolo cagliaritano che, il 28 aprile 1794, catturarono ed espulsero da Cagliari il Viceré e tutti i funzionari piemontesi; la giornata è oggi commemorata come Sa die de sa Sardigna e festa del popolo sardo.
Essendo un eloquente oratore, l'anno successivo fece parte di una delegazione inviata a Sassari per sedare le richieste di autonomia della Sardegna settentrionale.
La sua loquela fece colpo sui locali che gli chiesero di guidarli contro i potenti sassaresi. 
Riuscì a raccogliere insieme a Gioachino Mundula circa 13.000 persone che assediarono Sassari il 28 dicembre 1795. I baroni che governavano Sassari si diedero alla fuga . 
Dopo aver ottenuto questo risultato, il 31 dicembre partì per rientrare a Cagliari, assieme agli altri due membri della delegazione, avendo posto al governo personaggi a lui fedeli.
Il 10 gennaio 1796 giunsero Cagliari, non senza aver incontrato opposizione durante il viaggio, e il 14 successivo fecero rapporto agli Stamenti.
A seguito della repressione scatenata dai monarchici fu costretto a riparare a Parigi. Trasferitosi in Corsica, nel gennaio del 1801, organizzò una spedizione in Sardegna sperando di ottenere un appoggio da Napoleone.
Cercando l'appoggio di banditi e pastori, nel marzo 1802, sbarcò ad Aggius fronteggiante la sponda della Corsica.
Qui raccolse un manipolo di pastori con il quale si prometteva di attaccare Tempio Pausania, residenza del comandante civile e militare della Gallura. L'azione svanì a seguito di alcune delazioni e a causa del servizio di spionaggio del regime, portando allo scioglimento della forza.  Dopo aver tentato di affermare, insieme al sacerdote Francesco Sanna Corda, i principi della Rivoluzione francese il 12 giugno tentò un nuovo sbarco, che colpì di sorpresa, e tra il 16 e il 18 giugno, riuscì a conquistare alcune difese costiere e un battello, ma la reazione dei piemontesi lo costrinse a ritirarsi. Rimase per mesi nascosto tra le montagne per evitare l'arresto ma l'esecuzione di alcuni suoi uomini lo espose a ritorsioni da parte dei parenti dei giustiziati e il 25 luglio del 1802 venne rintracciato e consegnato alle autorità.
Venne processato e condannato a morte e il 30 agosto del 1802 impiccato sulla pubblica piazza.